# Johann Lepenant
Johann Théo Tom Lepenant, född 22 oktober 2002 i Granville, är en fransk fotbollsspelare som spelar för Nantes, på lån från Lyon.

## Karriär
Johann Lepenant inledde sin seniorkarriär i Caens B-lag år 2019. Han debuterade i dess A-lag 2020. Sedan 2022 spelar han i Lyon varifrån han sedan 2024 är utlånad till Nantes. Han har representerat Frankrike på olika ungdomsnivåer sedan 2018. Vid olympiska sommarspelen 2024 i Paris ingick han i det franska laget som tog silver efter att ha förlorat finalen mot Spanien.